# John Doubleday

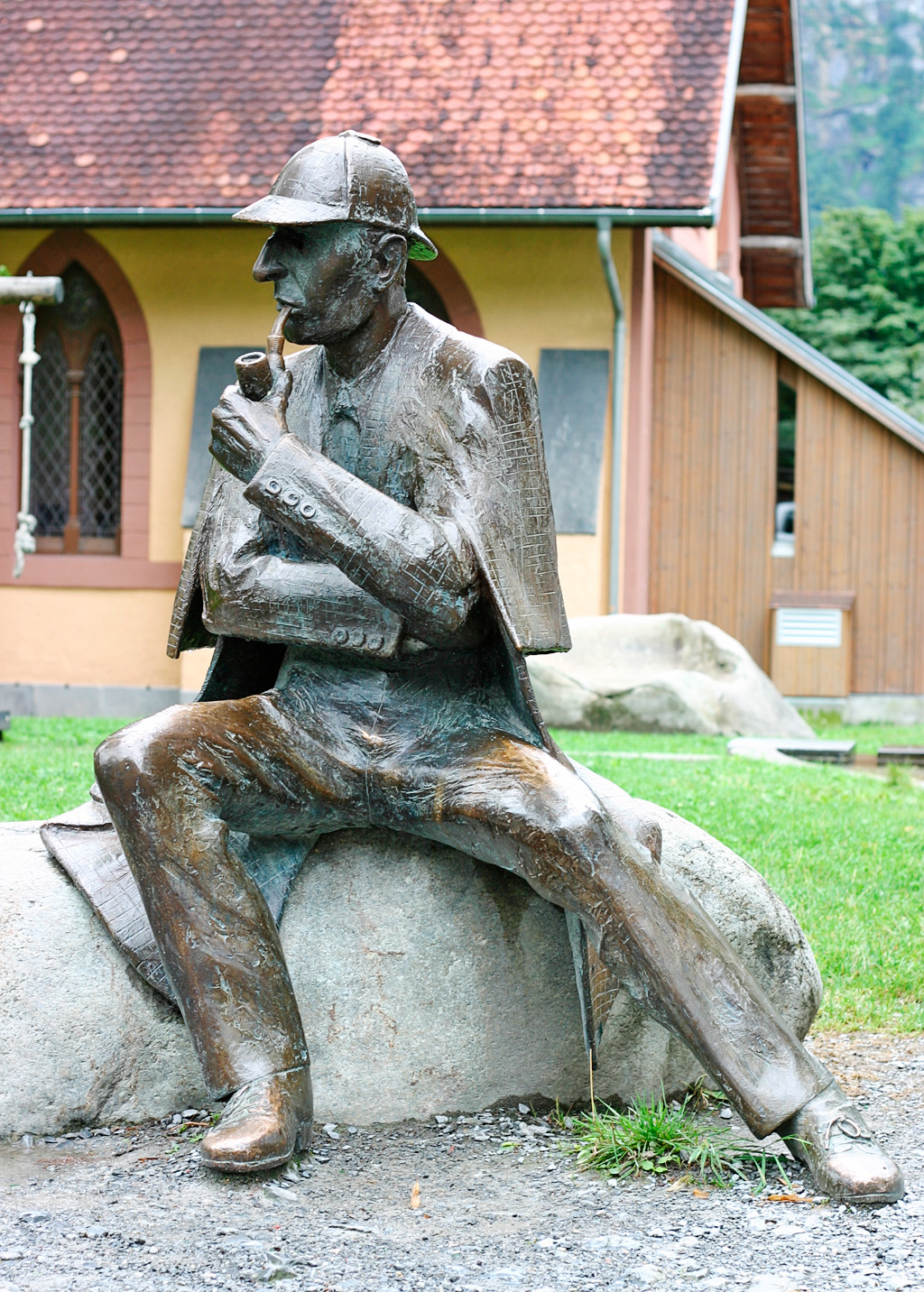
Staty över Sherlock Holmes i Meiringen i Schweiz

John Doubleday, född den 9 oktober 1947 i  Langford i Essex i Storbritannien, är en brittisk målare och skulptör.
Han utbildade sig 1964–1965 på Carlisle Art School och i skulptur 1965–1968 vid Goldsmiths College i London. Hans första offentliga uppdrag var "Double Blocks" för Glossop Centre i Derbyshire 1967. Han hade samma år sin första separatutställning. 

## Bildgalleri

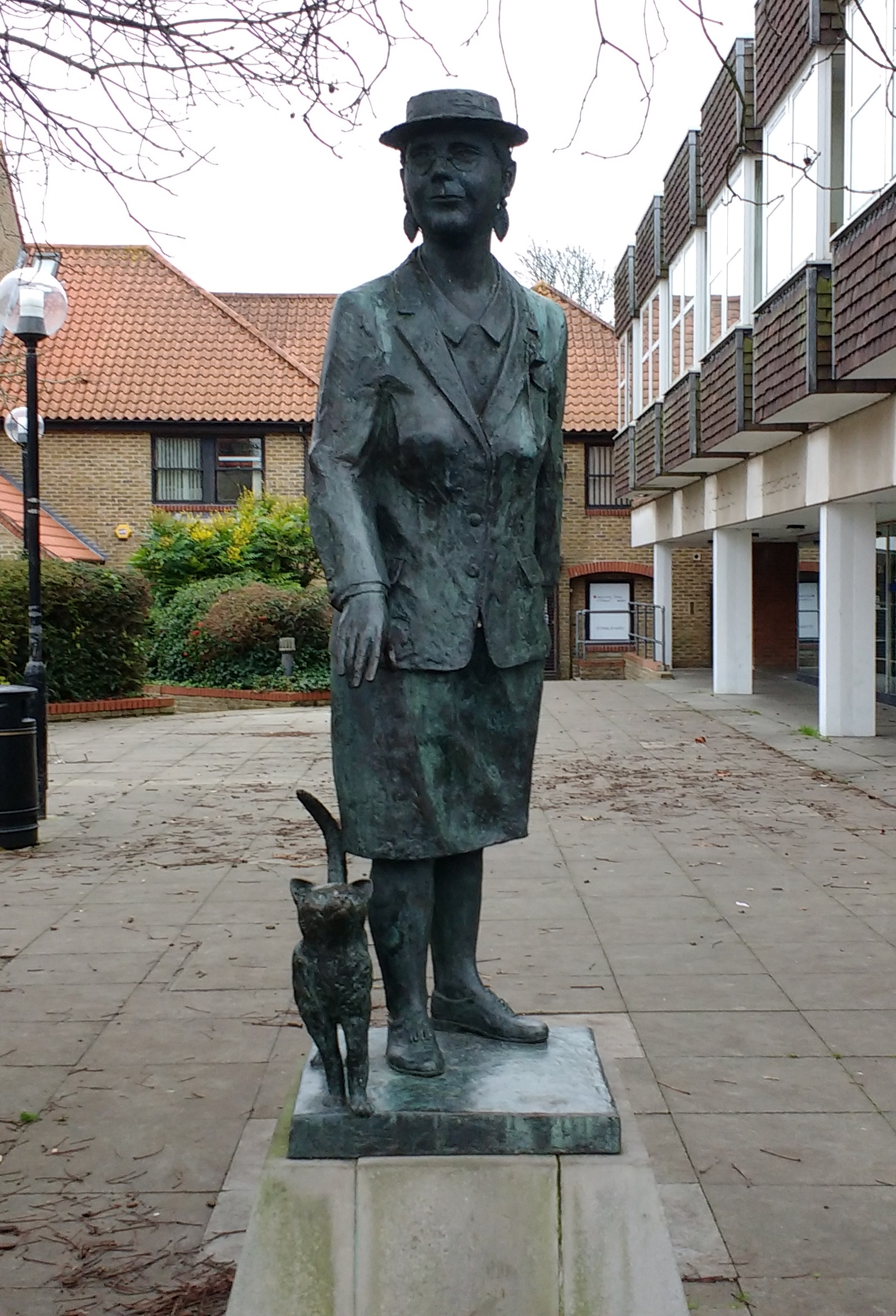
Dorothy Sayers på Newland Street i Witham, Storbritannien
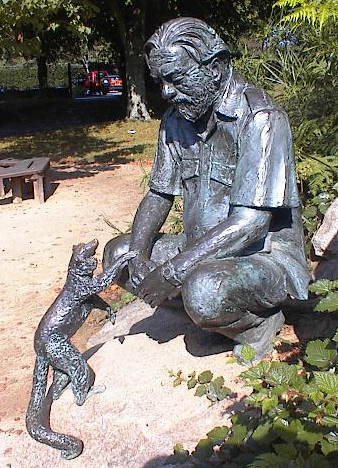
Den brittiske zoologen Gerald Durrell (1925–1995) med en lemur, Jersey Zoo
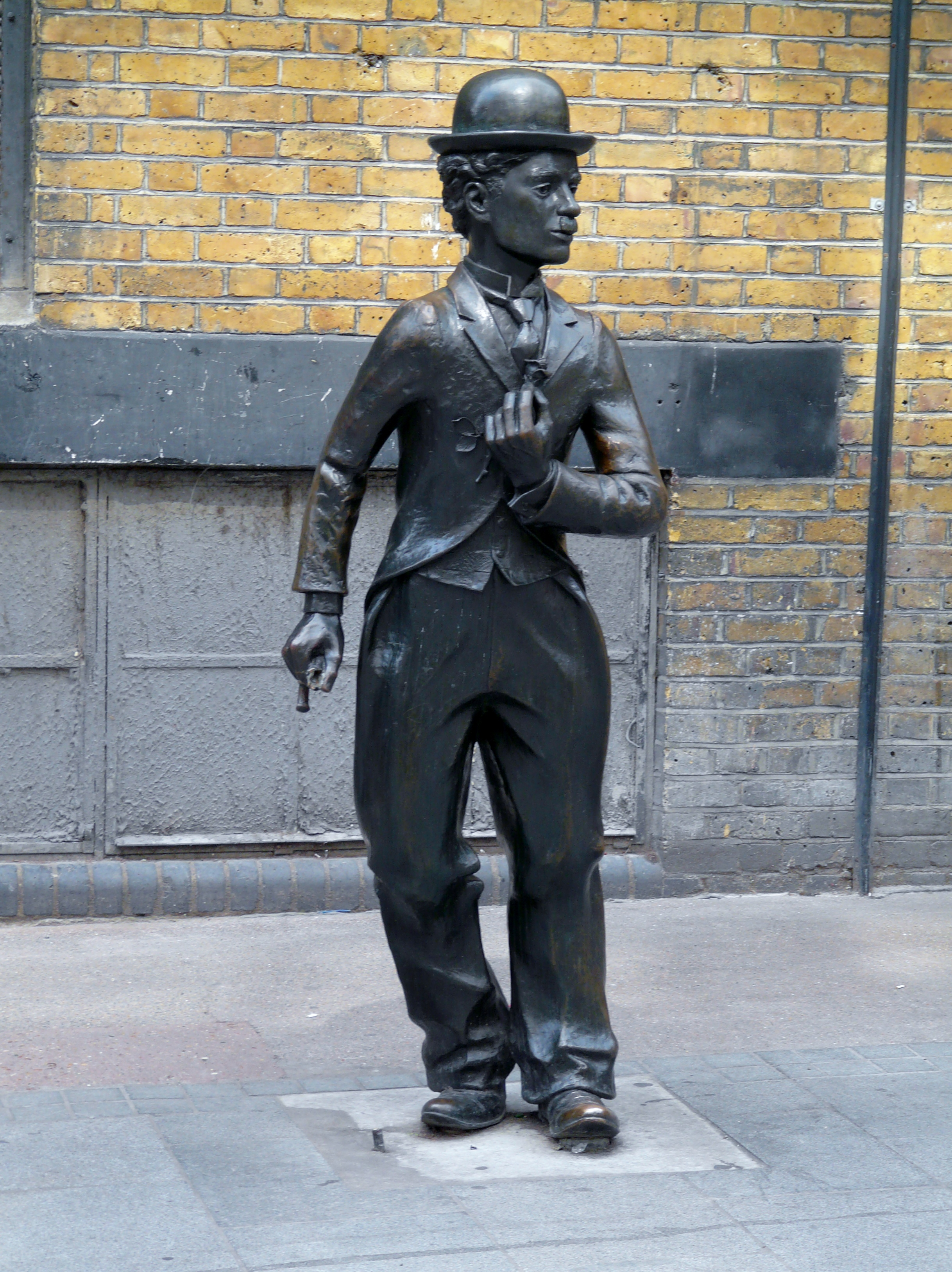
Charlie Chaplin på Leicester Square i London, 1981
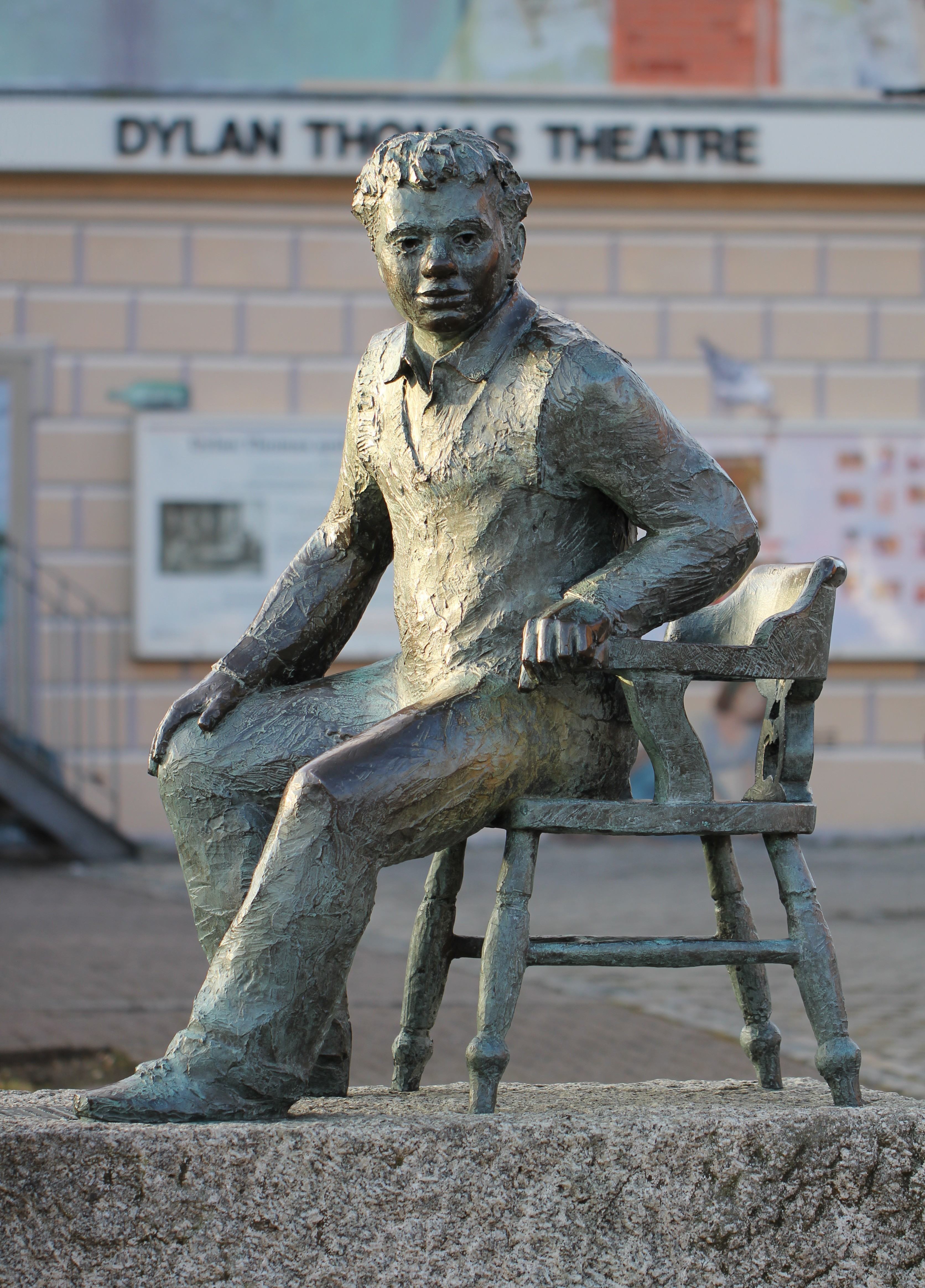
Dylan Thomas på Dylan Thomas Square, Maritime Quarter, Swansea I Wales, 1984
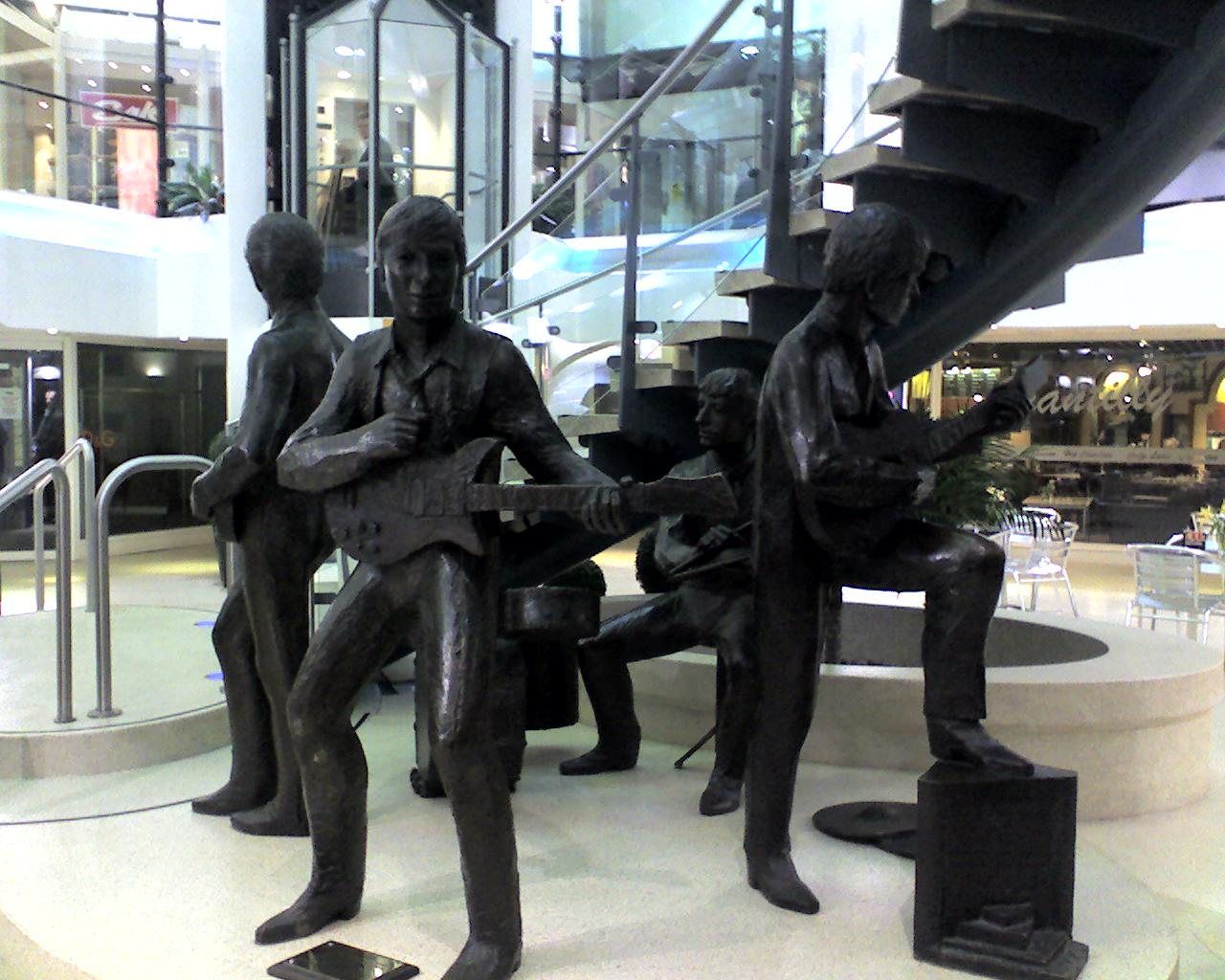
The Beatles i Cavern Walks Shopping Centre I Liverpool I Storbritannien, 1984
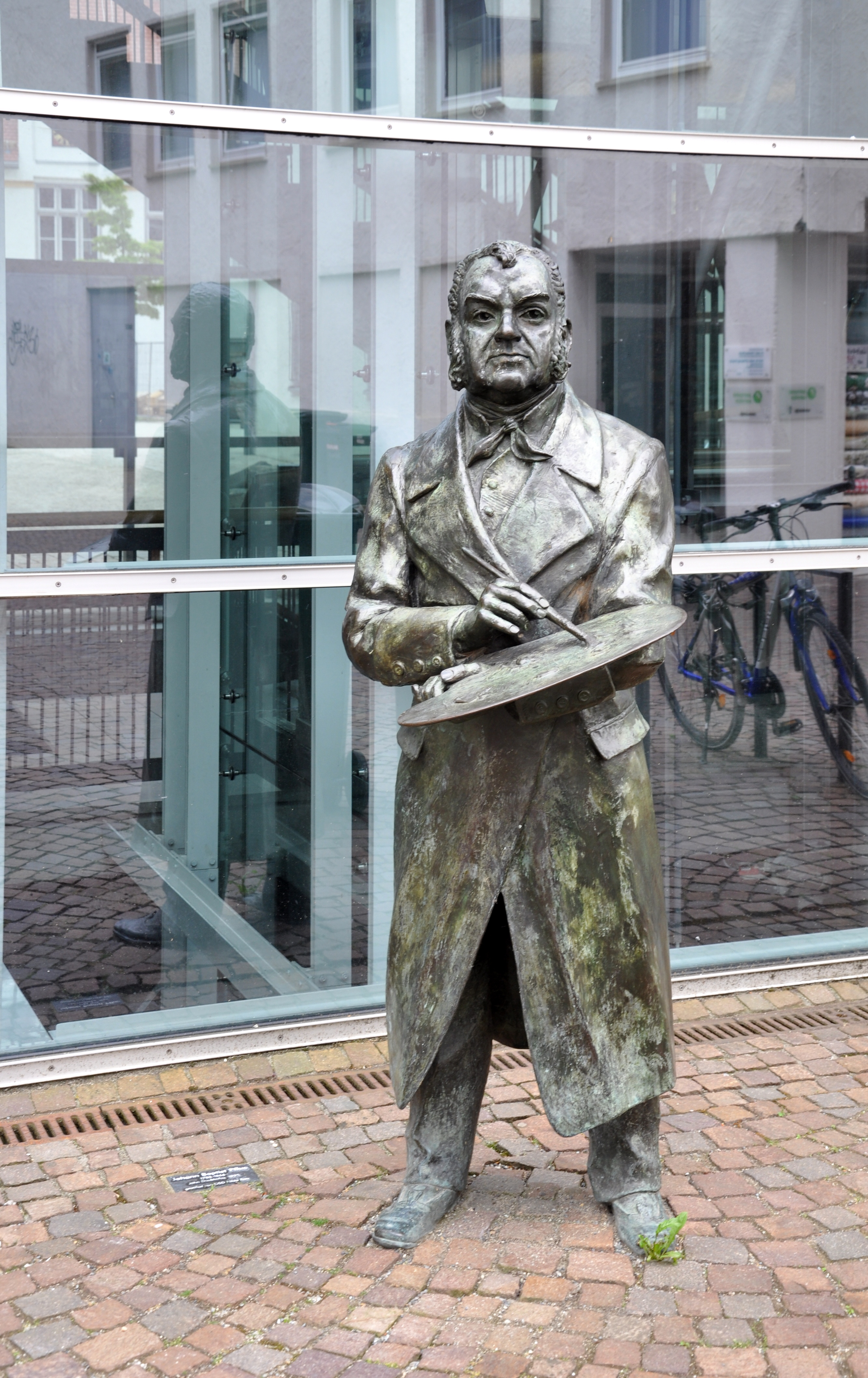
Den tyske målaren Johann Baptist Pflug (1785–1866) framför Braith-Mali-Museum i Biberach an der Riss i Tyskland, 1995
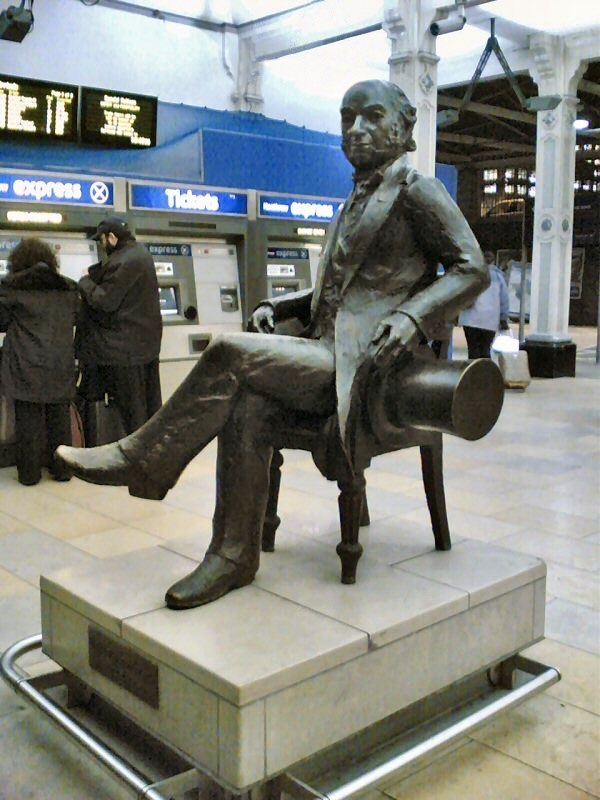
Isambard Kingdom Brunel på Liverpool Street station i London